# 徐金才
徐金才（1952年12月—），男，浙江淳安人，中華人民共和國政治人物，軍事人物。

## 生平
徐金才生于淳安县威坪镇唐村，1968年从唐村初中毕业，次年入伍。1970年10月加入中国共产党。1982年1月毕业于海军学院。历任南京军区司令部作战部长，浙江省军区副司令员。2007年7月，获授少将军衔。2011年1月退休，2012年3月被聘为浙江省人民政府参事。